# Pi (lettera)
Pi (Π; π o ϖ) è la sedicesima lettera dell'alfabeto greco. È una consonante occlusiva labiale sorda.
Il nome di questa lettera in origine era πεῖ /pe:/. In seguito, il dittongo ει cambiò pronuncia in /i/ e i bizantini adattarono la scrittura alla loro pronuncia, scrivendo πῖ.

## In matematica
- π indica il rapporto tra la circonferenza di un cerchio e il suo diametro ed equivale a circa 3,14.
- Il simbolo del prodotto è indicato con una π maiuscola (vedi anche Produttoria).
- In teoria dei numeri, π(x) indica una funzione che restituisce il numero di numeri primi minori o uguali a x

## In chimica
- In chimica e in chimica organica in particolare, π è il nome di un tipo di legame chimico (legame π) formato per sovrapposizione laterale di orbitali p, d, f di due atomi contigui già legati tra loro da un legame σ, i quali atomi devono avere ciascuno quegli orbitali (p, d, f) puri, non ibridati. Quindi, le ibridazioni più comuni compatibili con i legami π sono, ad esempio, sp2 (che lascia 1 orbitale p puro per 1 legame π), sp (che lascia 2 orbitai p puri per 2 legami π).

## In informatica
- In informatica teorica, il π calcolo è un calcolo di processi in grado di rappresentare il passaggio di nomi di canali.
- Nell'algebra relazionale indica l'operatore di proiezione.